# Chaumergy
Chaumergy ist eine französische Gemeinde mit 505 Einwohnern (Stand 1. Januar 2022) im Département Jura in der Region Bourgogne-Franche-Comté. Sie gehört zum Arrondissement Lons-le-Saunier, zum Kanton Bletterans und zum Gemeindeverband Bresse Haute Seille.

## Geographie
Die Gemeinde Chaumergy liegt rund 60 Kilometer südwestlich von Besançon und 55 Kilometer südöstlich von Dijon an der Grenze zum Département Saône-et-Loire. Zu Chaumergy gehören die Ortsteile Le Bourgeot, Les Grandes Fouilles und Les Petites Fouilles. Die Nachbargemeinden von Chaumergy sind Foulenay im Norden, Le Villey im Nordosten, Francheville im Osten, Bois-de-Gand im Südosten, La Chaux-en-Bresse im Süden, Commenailles im Südwesten, Beauvernois im Westen und La Chassagne im Nordwesten.
Das Gemeindegebiet wird vom Fluss Brenne durchquert, in den hier das Flüsschen Bief d’Ainson einmündet.

## Bevölkerungsentwicklung

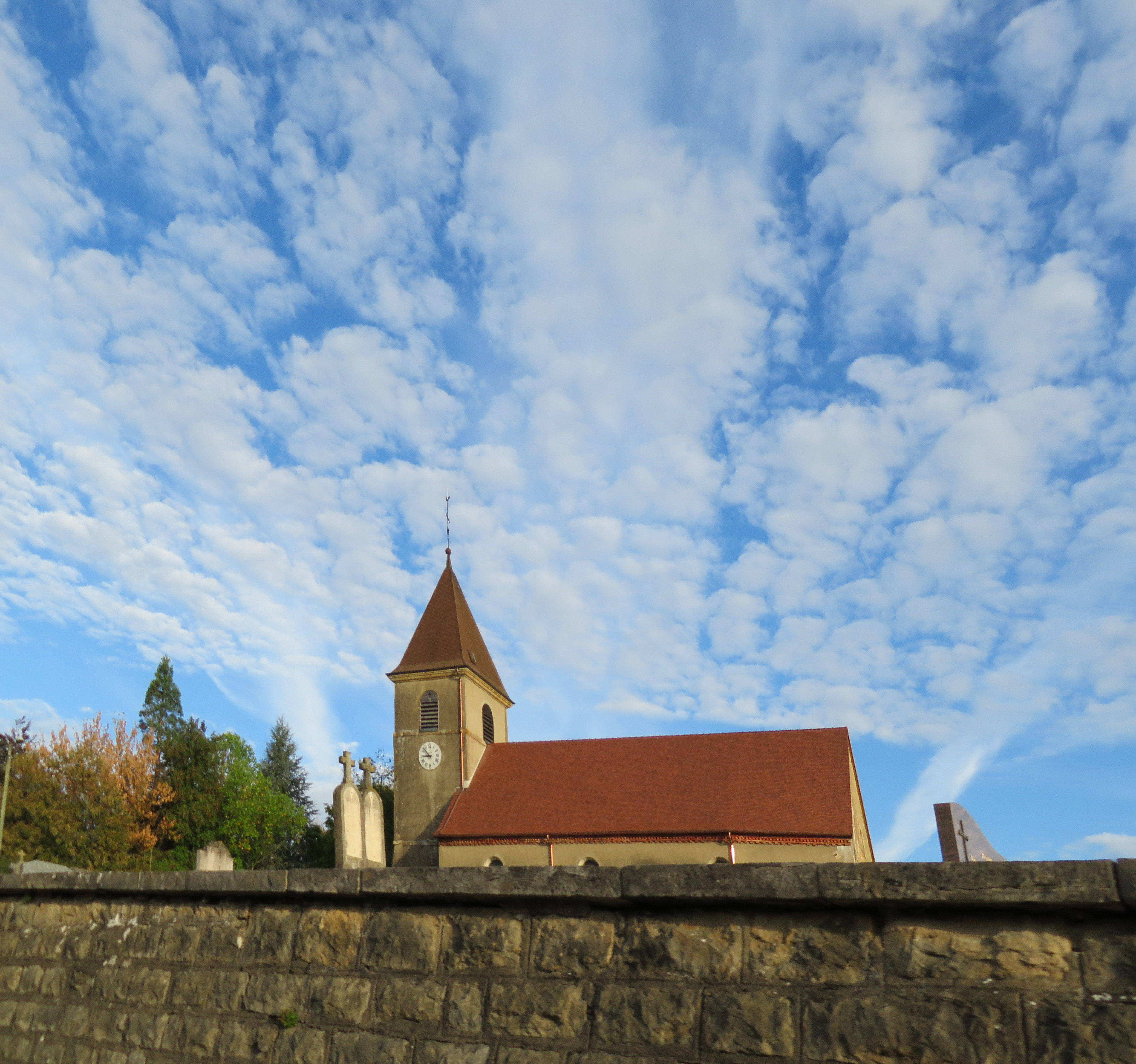
Kirche Saint-Maurice

| Jahr                       | 1962 | 1968 | 1975 | 1982 | 1990 | 1999 | 2006 | 2014 | 2021 |
| -------------------------- | ---- | ---- | ---- | ---- | ---- | ---- | ---- | ---- | ---- |
| Einwohner                  | 451  | 436  | 377  | 382  | 398  | 410  | 448  | 473  | 474  |
| Quellen: Cassini und INSEE |      |      |      |      |      |      |      |      |      |